# Almost Unreal
Almost Unreal – singel szwedzkiego duetu Roxette. Został wydany w maju 1993. Utwór był przebojem w Europie m.in. Wielkiej Brytanii jednak gorzej poradził sobie w Stanach Zjednoczonych. Piosenka została nagrana specjalnie do filmu Super Mario Bros. z Bobem Hoskinsem w roli głównej. Miała być użyta w filmie Disneya Hokus pokus, lecz zrezygnowano z tego pomysłu. Sam duet odnosi się krytycznie do piosenki twierdząc że nie jest to zbytnio udane nagranie.

## Utwory
- Almost Unreal
- The Heart Shaped Sea